# Восточная провинция (Шри-Ланка)

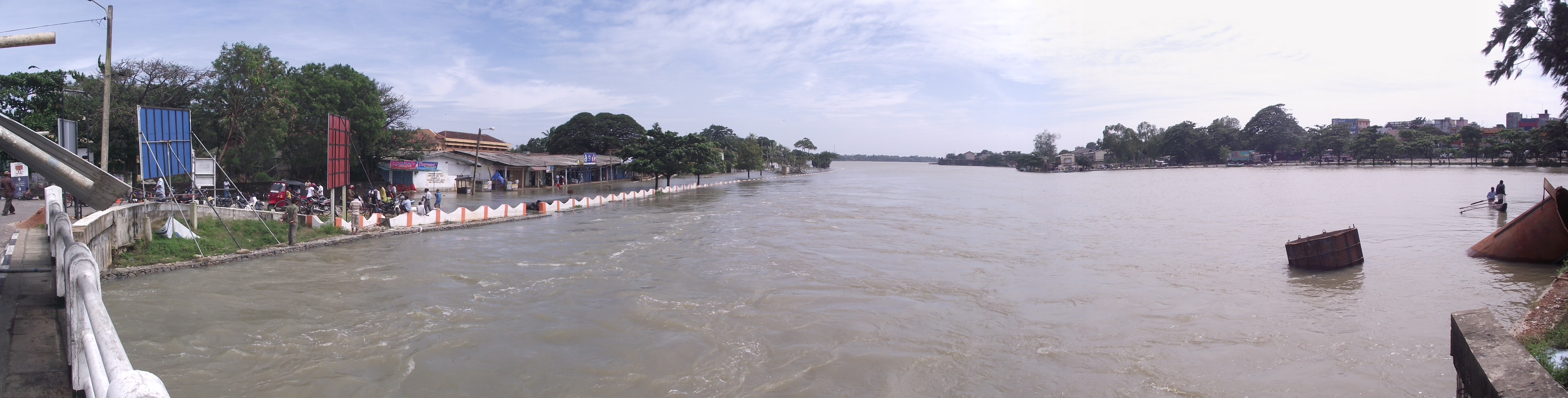
the flood in Batticaloa Lagoon

Восто́чная прови́нция (синг. නැගෙනහිර පළාත Negenahira Palata, там. கிழக்கு மாகாணம் Kilakku Maakaanam) — провинция Шри-Ланки. Население — 1 547 377 человек (2012).
Административный центр — Тринкомали. Населена тамилами, ланкийскими маврами и сингальцами.

## География
Площадь Восточной провинции составляет 9996 км² (15,24 % от общей площади). Площадь суши — 9361 км². Площадь водной глади — 635 км². Процент водной глади — 6,35 %.
Провинция граничит с севера с Северной провинцией; с запада с Северо-Центральной провинцией, Центральной провинцией, провинцией Ува; с юга с Южной провинцией; с востока омывается Бенгальским заливом.
Побережье провинции изобилует лагунами, крупнейшими из которых Баттикалоа, Коккилай, Упар и Улакали.

## История
Провинция в своих границах существует с XIX века (1 октября 1833 года), но правовой статус провинции получили в 1987 году (14 ноября 1987), когда была принята 13-я поправка конституции Шри-Ланки 1978 года, создавшая советы провинций. С 1988 по 2006 год вместе с Северной провинцией образовывала Северо-восточную провинцию.

## Административное деление
Административно делится на 3 округа:
- Баттикалоа
- Ампара
- Тринкомали